# 沟南街道
沟南街道是中国黑龙江省鹤岗市兴山区下辖的一个街道，原名笔架，由笔架山得名，位于市区东北部。